# ナクラ

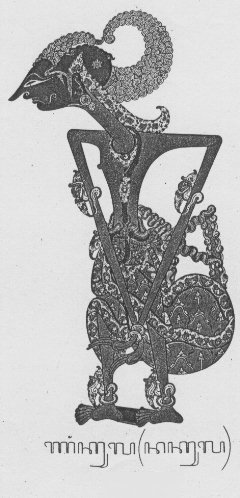
インドネシアのジャワ島のワヤン・クリのナクラ。

ナクラ（Nakula）は、インドの叙事詩『マハーバーラタ』に登場する人物。クル王パーンドゥの妃マードリーとアシュヴィン双神との間の子で、サハデーヴァの双子の兄。パーンダヴァの1人で、この世で最も美しい男とされ、剣術に優れた才能を発揮した。パーンダヴァ共通の妻ドラウパディーとの間にシャタニーカをもうけた。